# مقاطعة غولف (فلوريدا)
مقاطعة غولف، فلوريدا (بالإنجليزية: Gulf County, Florida)‏ هي إحدى مقاطعات ولاية فلوريدا في الولايات المتحدة. ، بلغ عدد سكانها 15863 نسمة في عام 2010 حسب إحصاء مكتب تعداد الولايات المتحدة وتصل الكثافة السكانية فيها 11.04 نسمة/كم2.

## وصلات خارجية
- www.gulfcountygovernment.com